# Hirschangerkopf
Hirschangerkopf är en bergstopp i Österrike, på gränsen till Tyskland. Den ligger i den centrala delen av landet, 260 km väster om huvudstaden Wien. Toppen på Hirschangerkopf är 1 757 meter över havet, eller 22 meter över den omgivande terrängen. Bredden vid basen är 0,22 km. Hirschangerkopf ingår i Untersberg.
Terrängen runt Hirschangerkopf är varierad. Runt Hirschangerkopf är det ganska tätbefolkat, med 120 invånare per kvadratkilometer.. Närmaste större samhälle är Salzburg, 12,1 km nordost om Hirschangerkopf. 
I omgivningarna runt Hirschangerkopf växer i huvudsak blandskog.